# Єврейський цвинтар (Збараж)
Євре́йський цви́нтар у Зба́ражі — кіркут єврейської громади, яка мешкала в Збаражі. Заснований у XVI столітті. Розташований на розі вулиць Гоголя, Грушевського та Коцюбинського.

## Історія
Перше поховання датується 1510 роком. До Другої світової війни у Збаражі домінували поляки. Євреї, які оселилися наприкінці XV століття, складали другу за чисельністю громаду міста. Під час німецької окупації з кінця 1941 – липень 1943 року у Збаражі діяло гетто.  У 1940—1950 роках цвинтар знищений. Останнє поховання здійснене у 1961 році.

## Сучасний стан
Єврейський цвинтар частково зруйнований, на його території споруджено адміністративні та житлові будівлі. Станом на 2016 рік збережено близько 100 могил з надгробками. 
міський голова Збаража Роман Полікровський
У березні 2015 року комунальні служби разом із міським самоврядуванням організували толоку. Станом на 2024 рік, кіркут відновили та впорядкували.